# Tillandsia utriculata
Espèce

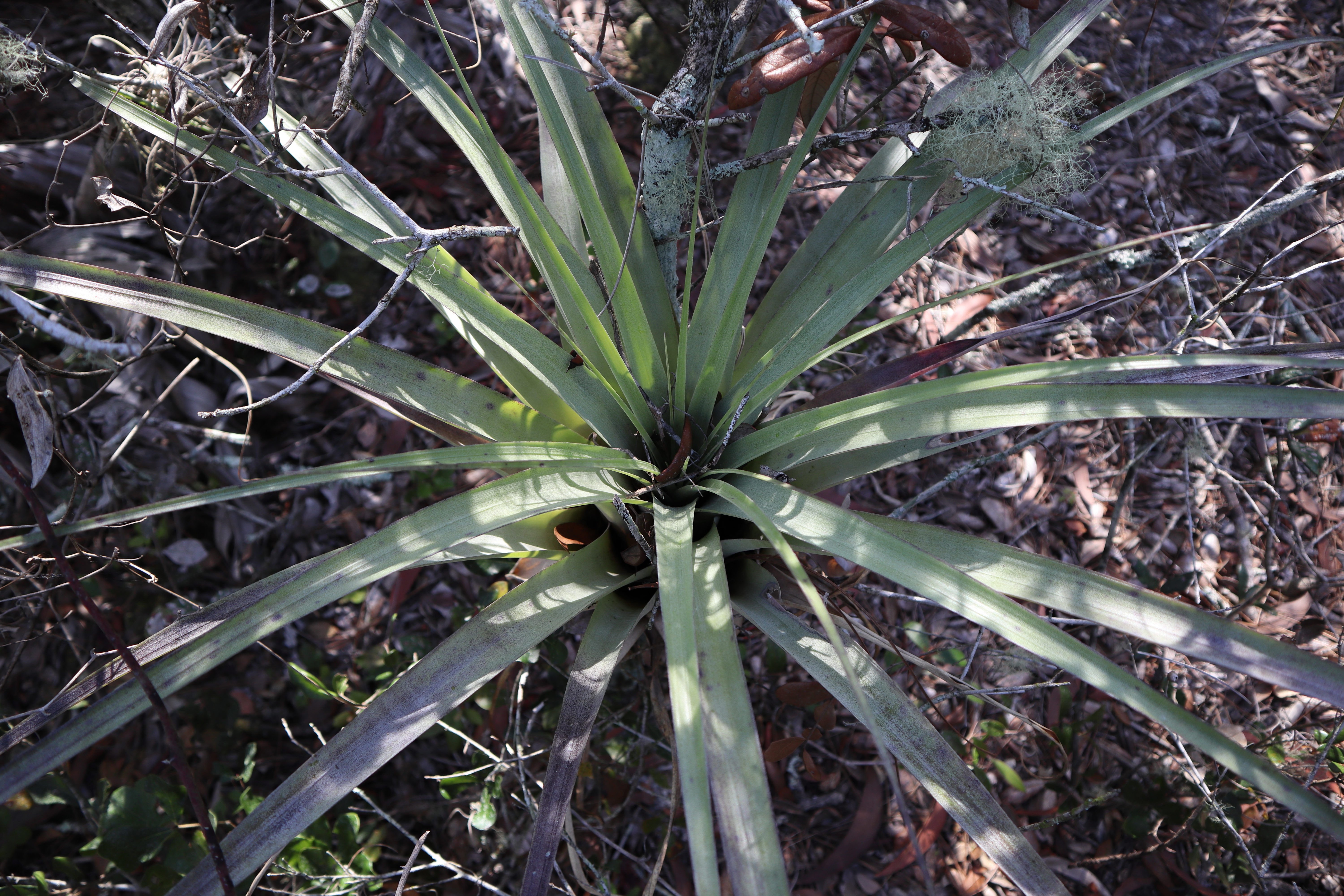

Tillandsia utriculata est une espèce de la famille des Bromeliaceae. Son aire de répartition naturelle s'étend du sud du Mexique jusqu'au nord du Venezuela, et de la Floride jusqu'aux Caraïbes. C'est une plante épiphyte qui pousse principalement dans le biome tropical humide. Elle est utilisée comme médicament.

## Description
Tillandsia utriculata est une espèce épiphyte ou rarement terrestre. Les feuilles sont rigides, étroitement triangulaires, acuminées et graduellement atténuées, recouvertes de squamules leur donnant un aspect grisâtre. Les feuilles externes sont souvent recourbées à leur base. Les inflorescences sont relativement grandes, pyramidales lâches et très ramifiées, avec des branches étalées ou presque dressées. Les fleurs sont blanches, crèmes ou verdâtres.

## Répartition et habitat
Tillandsia utriculata est présente aux États-Unis (Floride et Géorgie, dans les Caraïbes, dans le Sud et l'Est du Mexique (Tamaulipas, Veracruz, Oaxaca, péninsule du Yucatán), en Amérique centrale et au Venezuela,,,,,,,. Elle est adaptée aux forêts semi-xérophiles et mésophiles.

## Écologie
Les populations de Floride de Tillandsia utriculata sont très sensibles aux attaques du charançon invasif Metamasius callizona et ont été dévastées dans toute leur aire de répartition. Tillandsia utriculata retient plus d'eau dans ses aisselles foliaires, appelées son réservoir, (jusqu'à un litre) que n'importe quelle autre broméliacée de Floride. C'est un hôte important pour de nombreuses espèces d'invertébrés aquatiques. Le déclin constant de Tillandsia utriculata entraîne une perte d'habitat pour nombre de ces espèces animales,.

## Liste des variétés
Deux sous-espèces sont reconnues:
- Tillandsia utriculata subsp. pringlei (S.Watson) C.S.Gardner – Est du Mexique
- Tillandsia utriculata subsp. utriculata L.– sur la majorité de l'aire de répartition

## Dénomination
Ce taxon porte en français le nom vernaculaire ou normalisé suivant : Ananas sauvage.
En anglais, cette plante porte des noms communs de Spreading airplant, Giant airplant ou Wild pine.

## Systématique
Le nom correct complet (avec auteur) de ce taxon est Tillandsia utriculata L..
Tillandsia utriculata a pour synonymes :
- Allardtia potockii Antoine
- Anoplophytum flexuosum var. pallidum (Lindl.) Beer
- Platystachys ehrenbergiana K.Koch
- Platystachys ehrenbergiana K.Koch ex Hemsl.
- Platystachys ehrenbergii K.Koch
- Platystachys utriculata (L.) Beer
- Tillandsia bartramii Nutt.
- Tillandsia brevibracteata Baker
- Tillandsia ehrenbergiana Hemsl.
- Tillandsia ehrenbergii (K.Koch) Klotzsch
- Tillandsia ehrenbergii (K.Koch) Klotzsch ex Mez
- Tillandsia flexuosa var. pallida Lindl.
- Tillandsia lingulata W.Bartram
- Tillandsia nuttalliana Schult. & Schult.f.
- Tillandsia ramosa var. cingstuniensis E.H.L.Krause
- Tillandsia ramosa Bello
- Tillandsia ramosa Sweet
- Tillandsia sintenisii Baker
- Tillandsia utriculata f. variegata H.Luther
- Tillandsia utriculata subsp. utriculata
- Vriesea ramosa Beer
- Vriesea utriculata (L.) Regel

### Étymologie
Le nom de genre Tillandsia est dédié à Elias Tillandz médecin et botaniste suédois. 
Son épithète spécifique vient du latin utriculata « petite outre ». C'est un caractère que l'on trouve chez les Broméliacées qui stockent de l'eau à la base de leurs feuilles : « Tiilandsia foliis basi conniventibus simul in utriculum » (les feuilles se ferment à la base comme une outre) (Linné, 1738, Hort.cliff.:129).